# Пламтри
Пламтри (енгл. Plumtree) је градић у Зимбабвеу 100 km југозападно од Булаваја на путу и прузи које воде од Булаваја до Боцване 10 km од границе.
| Надмоска висина    | 1380 m           |
| Падавине           | 545mm            |
| Средње температуре |                  |
| Најтоплији месец   | 23 °C.           |
| Најхладнији месец  | 14 °C.           |
| Број становника    | 6.000            |
| Провинција         | Матабелеленд Југ |